# 美国空军特种作战司令部
空军特种作战司令部（英語：Air Force Special Operations Command）是美国空军的特种作战部分，為美國空軍一级司令部之一，战时受美国特种作战司令部指挥。
空军特种作战司令部发源于于1983年2月10日，作为当时军事空运司令部旗下的美國第二十三航空隊，其总部设在佛罗里达州赫尔伯特机场，1990年5月22日，正式改编成立空军特种作战司令部，负责特种作战部，战时可调配预备役司令部和空军国民警卫队的飞机和人员 。